# Штокгаузен-Ільфурт
Штокгаузен-Ільфурт (нім. Stockhausen-Illfurth) — громада в Німеччині, розташована в землі Рейнланд-Пфальц. Входить до складу району Вестервальд. Складова частина об'єднання громад Бад-Марінберг (Вестервальд).
Площа — 3,24 км2. Населення становить 437 ос. (станом на 31 грудня 2020).